# Conlin McCabe
Conlin McCabe (ur. 20 sierpnia 1990 w Brockville) – kanadyjski wioślarz, wicemistrz olimpijski, brązowy medalista mistrzostw świata.

## Osiągnięcia
- Mistrzostwa Świata Juniorów – Amsterdam 2006 – czwórka ze sternikiem – 4. miejsce
- Mistrzostwa Świata Juniorów – Pekin 2007 – dwójka bez sternika – 2. miejsce
- Mistrzostwa Świata U-23 – Račice 2009 – czwórka bez sternika – 4. miejsce
- Mistrzostwa Świata – Poznań 2009 – dwójka ze sternikiem – 4. miejsce
- Mistrzostwa Świata – Bled 2011 – ósemka – 3. miejsce
- Igrzyska Olimpijskie – Londyn 2012 – ósemka – 2. miejsce